# Pholcus oculosus
Pholcus oculosus is een spinnensoort uit de familie trilspinnen (Pholcidae). De soort komt voor in China.